# Sōsuke Uno
Sōsuke Uno (宇野宗佑 Uno Sōsuke, 27 d'agost de 1922-19 de maig de 1998) fou un polític japonès i 47é Primer Ministre del Japó des del 3 de juny de 1989 fins al 10 d'agost de 1989.

## Biografia
Naixqué a Moriyama, a la Prefectura de Shiga i estudià a la Universitat de Kobe. Després de servir a l'Exèrcit Imperial Japonès durant la Segona Guerra Mundial, va entrar en el món de la política guanyant un escó a la Dieta del Japó l'any 1960.
La política principal d'Uno com a Primer Ministre va ser crear i instituir el primer impost al consum del Japó, el qual va causar immediatament una gran insatisfacció entre la ciutadania i una important fuita de vots que va fer guanyar al Partit Socialista del Japó les eleccions prefecturals de Tòquio d'aquell mateix any. El seu govern també estigué afectat pels efectes de l'Escàndol Recruit.
Uno va haver de resignar al seu càrrec menys de tres mesos després d'arribar després que isquera a la llum que havia mantingut relacions extramaritals amb una Geisha.
Després de la seua renúncia, molts diputats del PLD rebutjaren aliar-se amb ell i prompte va perdre el control de la seua facció al partit. Va morir l'any 1998 en la seua localitat natal, Moriyama.